# 国際道路連盟
国際道路連盟（こくさいどうろれんめい、英: International Road Federation、略称：IRF）は、計画的で環境に配慮された道路開発を推進するため、各国政府や地域連合、国際機関、民間組織と協調し活動を行う国際団体。設立は1948年。
本部はベルギーのブリュッセル。事業センターが他にジュネーヴ、ワシントンD.C.にある。